# Ориноко
Ориноко (шп. Río Orinoco) је река која протиче кроз Колумбију и Венецуелу. Открио ју је Кристифор Колумбо 1498. године. Извире у јужном подножју Сијера Париме. Четврта је по величини у Јужној Америци. Позната је по бифуркацији. У горњем току спојена је са реком Касикијаром. Дуга је 2.410 km са површином слива око 880.000 km² и протоком воде од 33.000 m³/s. Главне леве притоке су јој Гвавиаре, Мета, Араука и Апура, а са десне Кауре и Карони. У Атлантски океан улива се великом делтом Амакуро (око 20.000 km²) са 12 главних рукаваца.
Ориноко са својим притокама представља најсевернији од четири главна речна слива - Јужне Америке. Он је са запада и севера обрубљен Андама, Гвајанском висоравни на истоку, а са југа сливом реке Амазоне. Поречје Оринока, ког зову и Ориноквија покрива огромну површину од око 948 000 ², а то је око четири петине Венецуеле и једна четвртина Колумбије.
Већину свог тока Ориноко тече кроз непроходну прашуму или кроз високотравнату савану у регији Љанос, која заузима три петине поречја Оринока, северно од реке Гвавијаре и западно од Доњег Оринока и Гвајанске висоравни. Љаносу су име дали Шпанци у 16. веку, он се већ одавно користи као пашњак за велика стада говеда. Од 1930. тај крај се снажно развија у једно од најважнијих индустријских подручја Јужне Америке.

## Географске карактеристике
Ориноко од свог извора, тече у широком луку око Гвајанске висоравни до ушћа у Атлантски океан, ток реке се по својим карактеристикама, може поделити у четири неједнаке зоне;
- Горњи Ориноко - дуг око 242 km, протеже се од брзака Раудалес де Гуахарибос, њега карактерише планински крајолик кроз који река тече у смеру северозапада.
- Средњи Ориноко - дуг око 750 km, може се поделити у два сектора; први од којих 480 km, у ком река углавном тече према западу до ушћа река Атабапо и Гвавијаре код града Сан Фернандо де Атабапо; и други у ком река тече према северу, дуг око 270 km, уз венецуеланску - колумбијску границу, у ком река тече у гранитном кориту западних обронака Гвајанског штита све до ушћа реке Мете код града Пуерто Карењо.
- Доњи Ориноко- дуг око 959 km, у ком река тече кроз алувијалну равницу према североистоку, од Слапова Атурес све до места Баранкас.
- Делта Амакуро - дуг око 200 km, у ком река формира истоимену огромну делту површине 22 500 ², широку 442 km, која се излива код залива Папија у Атлантик.

### Горњи Ориноко
Извор Оринока лежи на јужним обронцима масива Парима, испод планине Делгадо Чалбауд у Венецуели на надморској висини од око 1 000 m. Од извора река тече у правцу северозапада, дуж западних обронака масива Парима, који у том делу формира део границе између Венецуеле и Бразила. Слив је препун бројних водотокова који повећавају Ориноко. Након планинског дела у свом горњем току, река меандрира кроз равницу Љанос. Ту река прима бројне планинске притоке, са леве стране реку Мавака, а са десне реке; Манавиче, Окамо, Падамо, и Кунукунума.
Испод градића Есмералда, река има ушће са реком Касикијара, преко које део вода Оринока отиче према југу у реку Рио Негро, која је лева притока Амазона. То је највећа и најпознатија светска бифуркација, преко које су поречја Оринока и Амазона међусобно спојена.
Након бифуркације са Касикијаром, Ориноко завија према северозападу и тече правећи велике меандре све до ушћа реке Вентуари. Ту река скреће према западу пробијајући се преко високих седиментних баријера, у том делу има пуно великих пешчаних спруди. Код града Сан Фернандо де Атабапо, река прима притоке Атабапо и Гвавијаре, то је уједно и граница Горњег Оринока.

### Средњи Ориноко
Низводно од Сан Фернандо де Атабапо, река тече према северу и формира границу између Венецуеле и Колумбије. У том делу свог тока, река се пробија уским кањонима кроз гранитне стене - те се читав тај крај зове Регија брзака (регија де лос Раудалес), она завршава код Слапова Атурес. У том делу, највеће притоке су реке Вичада и Томо са колумбијског Љаноса, и реке Гвајапо, Сипапо, Аутана, и Куао са Гвајанске висоравни.

### Доњи Ориноко
Слапови Атурес су граница, која означава почетак Доњег Оринока у ком река прави велики завој према истоку. У Доњем Ориноку, река тече полако кроз низију и има корито широко око 8 km. На том делу прима највећи број својих притока; укључујући Мету, Арауку, Капанапаро и Апуре која доноси много воде са својих притока из Анда.
Од ушћа Апуре, Ориноко вијуга према истоку преко благо положених равњака. Ту се разлива у бројне плитке рукавце, и формира мноштво седиментних острва. У том делу прима мноштво притока, са леве стране су то реке; Гварико, Манапире, Суата (Зуата), Пао, и Карис, а са десне; Кучиверо и Каура. Оне наносе толико талога да обично на ушћу имају острва. Између Сиудад Боливара и Сијудад Гвајане Ориноко има бројне лагуне; Мамо, Амана и Колорада. Код Сијудад Гвајане Ориноко прима с десне стране своју највећу притоку, реку Карони. Она нешто јужније од Сиудад Гвајане има огромно вештачко језеро Гури, горе узводно на њеној притоци Чурун налази се највиши водопад на свету Анђеоски водопад висок 979 метара.

### Делта Амакуро
Око 50 км низводно од Сијудад Гвајане, код места Баранкас, Ориноко почиње да формира своју велику делту која се простире дуж 442 km атлантске обале, од Педерналеса у заливу Папија на северозападу, све до залива Бока Гранде на југоистоку. Ту се река разлива у бројне канале, зване кањос, између којих су велика острва, главни канал зове се Рио Гранде и тече према истоку.

## Климатске карактеристике
Клима у Базену Оринока је Тропска монсунска, са два годишња доба која се између себе не разликују по температури него по количини падавина. Кишна сезона (зима) траје од априла до октобра / новембра, а сува сезона (лето) од новембра до марта / априла.

## Флора и фауна

### Флора
Добар део Љаноса је савана без иједног дрвета. У низинским подручјима, превладавају мочварне траве, шаш и трстика. Дуголисна трава доминира по сувој савани, помешана са обичним травама, које осигуравају зелену крму за време сушне сезоне.
Најкарактеристичнија стабла у Љаносу која расту у шумским галеријама на седиментном тлу дуж корита река су палме бурити. Поред њих има доста ксерофитних стабала (прилагођених сушним условима), укључујући чапаро (врста храста) и патуљасте палме, разбацане на отвореним саванама. Велик део тог природног покривача, је данас битно смањен због крчења шума. Гвајанска висораван покривена је с високом, густом шумом, коју је местимично прекинута мањим или већим крпама саване. По тропским прашумама долина Горњег Оринока расту стотине врста дрвећа. Мангрове мочваре покривају добар део површине делте Амакура.

### Фауна
У поречју Оринока живи више од 1 000 врста птица, међу њима и спектакуларни гримизни ибис, звонарке, кишобранарке и бројне папиге. Воде Оринока и његових притока обилују рибама, међу којима су крволочне пиране, електричне јегуље и лаулао врста сома који су често тежи од 90 кила. Ориночки крокодил је један од најдужих на свету, поједини примерци нарасту и преко 6 метара, међу осталим становницима реке су кајмани и змије (укључујући краљевску боу, тартаруга корњаче, шкољке која расте у дужину од око 30 cm. По пешчаним речним острвима има пуно инсеката, лептира, мрава и термита.
Већина сисара у Љаносу живи у шумским галеријима дуж корита река, а храни се по оближњим травњацима. Једини прави становници саване су пар пећинских глодара и око десетак врста птица (међу њима бели и гримизни ибиси, врапчарке буритски врањци и пећинске сове). Неколико врста јелена зечева, мравоједи, армадила, тапири, јагуари и највећи глодари капибаре.

### Аутохтони становници Оринока
Осим племена Гвахира које живи уз језеро Маракаибо, већина венецуеланских индијанских домородаца живи у поречју Оринока. Најважније аутохтоне групе су Гвајсе (Вајка), знани и као Гвахарибо, Макиритари (који живе на јужној висоравни), Варао (у делти Оринока), Гвахибо и Јаруро по западном Љаносу и Јаномами. Сви они живе нераскидиво везани уз реке Базена Ориноко, користећи их као извор хране и као пловни пут.

### Економско значење реке
Гвајанска висораван је богата рудама. жељезна руда, која се копа у рудницима Серо Боливар и Ел Пао, садржи високу концентрацију жељеза. Остале руде садрже манган, никал, ванадијум, боксит и хром. Постоје и богате наслаге злата и дијаманата. Нафта и природни плин се експлоатишу у Љаносу и делти Оринока.
Ориноко Љанос дуго времена је важио као једно од најважнијих сточарских подручја Јужне Америке, у ком превладавају говеда. Поред тога у Љаносу се узгаја шећерна трска, памук и рижа. У припреми су пројекти за мелиорацију земљишта и обрану од поплава у делти како би се добиле нове велике пољопривредне површине.
Иако су пољопривреда и сточарство и надаље главне узданице економије, њена база је повећана експлоатацијом нафте и других минерала и изградњом појединих индустријских погона. Индустријски развој поречја концентрисан је око града Сиудад Гвајана, у ком се производи челик, алуминијум и папир. Развој индустрије код Сиудад Гвајане, омогућен је изградњом брана Макагва и Гури, које искориштавају големи хидропотенцијал реке Карони. Индустрија тог центра, користи и природни плин који се плиноводом допрема са нафтних поља северно од реке Ориноко.

## Транспортно значење реке
Ориноко са својим притокама је дуго времена служио као једина мрежа путева за аутохтоне становнике венецуеланске унутрашњости. Тако је и данас, нарочито за време кишне сезоне, кад се поплаве локалне цесте. Тад су чамци са ванбродским моторима једино превозно средство огромног поречја Оринока. Велики речни бродови могу пловити узводно 1 126 km, све до Пуерто Ајакучо (Слапови Атурес). Велики океански бродови могу пловити 362 km узводно, све до ушћа реке Карони и рудника жељезне руде на Гвајанској висоравни.
Након Другог светског рата изграђен је значајан број цеста у регији Љанос. Град Сијудад Гвајана повезан је аутоцестом са главним градом Каракасом. Регија Гвајана и Љанос повезане су мостом дугим 1 600 m код града Сиудад Боливар, преко Оринока изграђеним 1967. Нешто раније 1961. изграђен је мост на реци Карони код ушћа у Ориноко, између новог индустријског града Пуерто Ордаз са старом луком на Ориноку - Сан Феликс, стварајући урбану агломерацију Сиудад Гвајана.